# René Gry
Pour les articles homonymes, voir Gry.
Pierre Nicolas René Gry, né le 23 mai 1828 à Bar-le-Duc et mort le 23 février 1904 à Joinville-le-Pont, est un parolier et auteur dramatique français.

## Biographie
Membre de la Société des auteurs, compositeurs et éditeurs de musique depuis le 17 juin 1868, on lui doit les paroles d'une centaine de chansons sur des musiques, entre autres, de Georges Picquet, Désiré Dihau, Léon Bonheur ou Charles Pourny.

## Œuvres
Chansons
- 1874 : Le Drapeau du régiment, musique de Ludovic Benza, interprété par Amiati, Eldorado
- 1879 : Diego et Juanita, musique de Alfred d'Hack, duo dramatique interprété par Amiati et Mlle Pazzotti, Eldorado[4],[5]

Théâtre
- 1876 : La Réponse du berger, saynète-bouffe en 1 acte, avec René de Saint-Prest
- 1887 : Les Maris toqués, comédie-bouffe en 3 actes, avec Lucien Gothi, théâtre Beaumarchais, janvier